# Jacques de Billy
Jacques de Billy (n. 18 martie 1602 la Compiègne – d. 14 ianuarie 1679 la Dijon) a fost un matematician francez, preot iezuit.
A fost contemporan cu Pierre Fermat, cu care a colaborat în domeniul teoriei numerelor.

## Scrieri
- Nova Geometriae clavis algebra (1643)
- De Proprotione harmonica (1658)
- Diophantus Geometra (1660), reeditată sub titlul Diophantus redivivus (1670)
- Opus astronomicum (1661).

1. 1 2  MacTutor History of Mathematics archive, accesat în 22 august 2017
2. 1 2  Autoritatea BnF, accesat în 10 octombrie 2015
3. ↑  MacTutor History of Mathematics archive
4. ↑  , p. 28 https://ens.hal.science/hal-03750299/document Lipsește sau este vid: |title= (ajutor)